# Barleria virgula
Barleria virgula är en akantusväxtart som beskrevs av C. B. Cl.. Barleria virgula ingår i släktet Barleria och familjen akantusväxter. Inga underarter finns listade i Catalogue of Life.